# Atomic Bomberman
Atomic Bomberman este un joc video pentru Windows lansat si publicat de Interplay Entertainment in 1997. Este primul joc din seria Bomberman creat exclusiv pentru PC.
Licența oficială a fost și este deținută de compania japoneză Hudson Soft. Principiul jocului se bazează pe predecesorul său legendar Bomberman (distribuit în Europa sub numele de Dyna Blaster): într-un labirint 2D se mișcă de la 2 la 8 personaje amuzante cu aspect de bombe, care pot distruge fie adversarii, fie unele părți ale labirintului și astfel pot apărea recompensate cu diverse îmbunătățiri, cum ar fi capacitatea de a lovi cu piciorul o bombă sau viteză mai mare. Astfel, cu un conceptul clar și simplu, chiar și cu un număr mai mare de jucători, Atomic Bomberman promite un gameplay excelent.
Jocul are o coloană sonoră plină de umor care aduce jocul la viață.